# Die 120 Tage von Sodom (Buch)

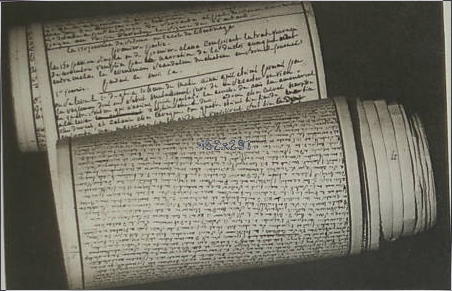
Originalmanuskript von 1785

Die 120 Tage von Sodom oder die Schule der Libertinage (original französischer Titel: Les 120 Journées de Sodome ou L’Ecole du Libertinage) ist ein teils nur skizzenhaft ausgeführter Text (Episodenroman) des französischen Schriftstellers Marquis de Sade, den dieser in der Pariser Bastille als Gefangener auf einer schmalen Papierrolle am 22. Oktober 1785 niederzuschreiben begann und in 37 Tagen fertigstellte. De Sade schildert ausführlich die später nach dem Autor benannten sadistischen Sexualpraktiken von vier während der Regentschaft Ludwigs XIV. durch Steuer-Erpresserei zu Reichtum gelangten Franzosen im Laufe eines von obszönen Erzählungen begleiteten, mehr als viermonatigen Aufenthalts in einem zugemauerten Schloss an einem geheimen abgelegenen Ort Südwestdeutschlands oder der Westschweiz.
Der Text besteht aus einer Einführung, einer Hausordnung, einer Personenbeschreibung, Anmerkungen, einer Ergänzung und vier Hauptteilen; der erste Hauptteil, der einen Zeitraum von 30 Tagen beschreibt, ist in aller Ausführlichkeit ausgeschrieben, die drei weiteren Hauptteile existieren nur im Entwurf.

## Die Orgien
Sowohl in der Auswahl der teilnehmenden Personen als auch hinsichtlich des planvollen Verlaufs folgen die Ereignisse einer eigentümlichen Systematik und strengen Choreografie.

### Die Protagonisten
Hauptpersonen der Ereignisse sind vier Libertins im mittleren Alter zwischen 45 und 60 Jahren und deren Töchter, die gleichzeitig deren Ehefrauen oder Sexualgespielinnen sind. Insgesamt bedienen sich die Herren eines unterworfenen Personals einschließlich ihrer Ehefrauen bzw. Töchter von 42 Personen.
Die vier Libertins:
1. Der Herzog von Blangis ist ein ausgesprochener Feind aller Tugenden, er lebt in allem unmäßig. Er ist verschwenderisch in seinem Vergnügen und geizig, wenn es ums Nützliche geht. Geistig und physisch ist er ein pathologisches Monster, ein Sadist und notorischer Meuchelmörder. Er hat den ständigen Drang zum Orgasmus.
2. Dessen Bruder, ein Bischof und gleichzeitig Atheist von gleichem schurkischen Charakter, jedoch mit mehr Verstand und Raffinesse allerdings physisch minderwertig, ist leidenschaftlicher Päderast und im Besitz einer verfeinerten sinnlichen Empfindungsfähigkeit bei durchschnittlicher Potenz. Er hasst das weibliche Geschlechtsteil.
3. Der Präsident Curval, ein pensionierter höherer Richter, gibt zu, dass es ihm in seiner Amtszeit Vergnügen bereitet hat, einen Unschuldigen zu verurteilen. Er hat Potenzprobleme und kommt nur im Exzess zum Orgasmus, dafür führt er fortwährend schmutzige Reden und ist fast ständig betrunken. Er verbreitet aufgrund seiner Unreinheit einen üblen Geruch.
4. Der Steuerpächter Durcet liebt den passiven Analverkehr und hat einen winzigen Penis. Er heuchelt öffentlich den Ehrenmann.

Die vier Töchter:
- Julie, die Tochter des Herzogs von Blangis und Gattin des Präsidenten.
- Constance, die Tochter von Durcet und Gattin des Herzogs.
- Adelaide, die Tochter des Präsidenten und Gattin Durcets.
- Aline, offiziell die Nichte des Bischofs, in Wirklichkeit aber dessen Tochter und Sexualgespielin.

Vier ältere lasterhafte Erzählerinnen, die einschlägige Erfahrungen in perversen Sexualpraktiken haben:
- Madame Duclos
- Madame Champville
- Madame Martaine
- Madame Desgranges

Und des Weiteren:
- Vier Dienerinnen, ausgewählt wegen ihrer auserlesenen Hässlichkeit
- Acht Beschäler mit außergewöhnlichen Geschlechtsteilen von ausgesuchter Erektionskraft
- Acht jugendliche Sexsklavinnen
- Acht jugendliche Sexsklaven
- Sechs Personen Küchenpersonal, drei Köchinnen und drei Mägde

### Der Handlungsverlauf
Die Handlung folgt einem ausgefeilten Konzept, das strikt durchgehalten wird. In ihr ist bis ins Detail festgelegt, wer mit wem zu welchem Zeitpunkt welche Art von Sexualpraktik durchexerziert. Daneben bestehen eine bizarre Hausordnung und eine strenge Hierarchie. Jeden Monat hat ein anderer Libertin das oberste Kommando und die Aufsicht über den regulären Ablauf der Orgien. Die jugendlichen Sexsklaven werden in besonderen Gemächern gefangen gehalten. Die Kapelle dient als Toilette.
Den Libertins werden die Sexualobjekte zugewiesen, denen sie vorstehen. Jeden Samstag gibt es eine besondere Samstagsorgie, die gleichzeitig Abstrafungstermin für Verfehlungen ist.
Der Text wird in vier Handlungsabschnitte zu je 30 Tagen eingeteilt (für die Monate November bis Ende Februar). Deren Inhalt sind in Form von Erzählungen und Sexualhandlungen:
1. Die 150 einfachen Passionen
(Diese Passionen enthalten Erzählungen über Praktiken wie das Ejakulieren in das Gesicht eines Kindes, das Trinken von Urin, das Essen von Kot, das Prostituieren der eigenen Tochter, um sie bei perversen Handlungen zu beobachten.)
2. Die 150 komplexen Passionen
(Diese Passionen enthalten Erzählungen über Praktiken wie das Vergewaltigen von Kindern, Inzest, Flagellation, sadomasochistischen Gruppensex.)
3. Die 150 verbrecherischen Passionen
(Diese Passionen enthalten Erzählungen über Praktiken wie Analverkehr mit Kleinkindern, sexuelle Handlungen an Leichen, Verkehr mit Tieren, das Verstümmeln des Sexualpartners.)
4. Die 150 meuchlerischen Passionen
(Diese Passionen enthalten Erzählungen über Praktiken wie das Töten von Kindern vor ihren Müttern, das Herumwühlen in den Eingeweiden noch lebender Körper, das Masturbieren während des Folterns einer Vielzahl von Frauen und Männern bis zu ihrem Tode.)

Im Anschluss folgt ein Überblick über die fortgesetzten und abschließenden Handlungen im März.

### Inhaltsangabe
Im Verlauf der einzelnen Handlungsabschnitte werden, begleitet von den Erzählungen über perverse und bizarre Sexualhandlungen, die Sexualobjekte abwechselnd sexuell ausgebeutet, erniedrigt, bestraft, miteinander verheiratet und gefoltert. Die Jungfrauen werden entjungfert und eine Ehefrau wird geschwängert.
Systematisch wird eine Vielzahl verschiedener Perversionen beschrieben und ausgeübt, besondere Berücksichtigung finden dabei komplexe sadomasochistische Handlungen und koprophile Praktiken. Gelegentlich werden gotteslästerliche Episoden und oft antimoralische und philosophische Überlegungen über die Niederträchtigkeit des Menschengeschlechts eingeflochten. Homosexuelle und heterosexuelle Handlungen treten in etwa gleich häufig auf.
Mit Beginn der meuchlerischen Passion werden die Ehefrauen und Töchter verstoßen und wie Tiere gehalten. Sie werden verstümmelt und ermordet. Bis zum 1. März sind die Töchter der Libertins Aline, Adelaide und Constance, vier jugendliche Sexsklavinnen, zwei Lustknaben und ein subalterner Beschäler getötet.
Nach dem 1. März werden die Sexualobjekte umgruppiert und jeweils neu den vier Libertins zugeordnet; die Mägde werden in die Orgien mit einbezogen. Am Ende werden die übrigen Jugendlichen, drei subalterne Beschäler, die vier Dienerinnen und die Mägde umgebracht. Es überleben neben den vier Libertins die vier Erzählerinnen, vier Beschäler, die drei Köchinnen und die Tochter des Herzogs.
| Personen summa summarum...... 46           |
| davon werden getötet...................... |
| • vor dem 1. März.................... 10   |
| • nach dem 1. März.................. 20    |
| Überlebende....................... 16      |

## Interpretation
Diese letzte buchhalterische Abrechnung des Marquis de Sade ist zugleich die Quintessenz des Textes. Sie wurde später von Kritikern als strenger Rationalismus des blanken Irrsinns gebrandmarkt. Obwohl die Form des Textes Bezug auf die Vorbilder „Decamerone“ von Giovanni Boccaccio und „Heptaméron“ von Margarete von Navarra nimmt – eine geschlossene Gesellschaft findet sich ein, um in einer limitierten Zeit sich gemeinsam Geschichten zu erzählen –, so steht das Werk doch in seiner zynischen Machart unnachahmlich einzigartig da, wie es in kalter rationaler Systematik sexuelle Perversionen schildernd, letztlich zur modellhaften Formulierung einer totalitären Gesellschaft fortschreitet, der das unterworfene Individuum wehrlos und unentrinnbar bis an sein meuchlerisches Ende ausgeliefert ist.

## Geschichte des Textes
Die Schrift in Form einer 12 Meter langen Rolle von 11 cm Breite, mit teilweise nur mittels einer Lupe lesbaren winzigen Buchstaben, wurde nach dem Sturm auf die Bastille von Armoux de Saint Maximin gefunden und aufbewahrt. De Sade hielt den Text für verloren. Der Sexualforscher Iwan Bloch, der später Kenntnis von dem Text erlangte, setzte sich für die Drucklegung im Jahre 1904 durch Max Harrwitz ein (Erstveröffentlichung auf Deutsch 1909). Eine kritische Ausgabe wurde 1931–35 von Maurice Heine gedruckt. Die Rolle ist wahrscheinlich eine von de Sade abgefasste Kopie des Manuskripts.
Die Rolle wechselte mehrmals den Besitzer, unter anderem gehörte sie Iwan Bloch. Im Jahr 2017 erklärte sie der französische Staat zum nationalen Kulturgut und verhinderte auf diese Weise den Verkauf über eine Auktion. Im Juli 2021 wurde das Werk für 4,55 Millionen Euro, finanziert von dem ehemaligen Bankier Emmanuel Boussard, vom französischen Staat für die Bibliothèque de l’Arsenal erworben.

## Filme
- Pier Paolo Pasolini verlegt in seiner Adaption des Werks (Die 120 Tage von Sodom) die Ereignisse in die Zeit des italienischen Faschismus in die Ortschaft Salò.

## Musik
- Die Metalband Cradle of Filth verarbeitete den Inhalt des Werkes in ihrem Lied Babalon A.D. (So Glad For The Madness). Der dazugehörige Videoclip ist angelehnt an den Spielfilm Die 120 Tage von Sodom.
- Die deutschen Rapper King Orgasmus One und Blokkmonsta verarbeiteten diverse Teile des Werkes in ihrem gemeinsamen Stück „120 Tage von Berlin“. Es erschien 2009 auf dem Album La Petite Mort 2 – Hardcore Seelenficker Edition von King Orgasmus One.

## Bühnenstücke
- 2017: Milo Rau: Die 120 Tage von Sodom. Das Bühnenstück hatte am 10. Februar 2017 im Schauspielhaus Zürich Premiere und löste eine Kontroverse aus, da die Darsteller allesamt Schauspieler der Theatergruppe Hora waren, eines Theaterprojektes für Menschen mit geistiger Behinderung.[3]

## Ausgaben und Übersetzungen (Auswahl)
Seit der späten Wiederentdeckung des Romans wurden zahlreiche Ausgaben des französischen Texts, aber offenbar nur eine einzige deutsche Übersetzung veröffentlicht.
Französisch
- Marquis de Sade: Les 120 Journées de Sodome ou l’École du Libertinage. Publié pour la première fois d’après le manuscrit original, avec des annotations scientifiques par le Dr. Eugène Dühren. Hrsg.: Eugène Dühren (Pseudonym, eigentlich Iwan Bloch). Club des bibliophiles, Paris 1904 (französisch, s:fr:Les 120 Journées de Sodome – gilt als unzuverlässig). Digitalisat der Bibliothèque Nationale de France
- Marquis de Sade: Les 120 journées de Sodome ou l'École du libertinage. Édition critique établie sur le manuscrit original autographe par Maurice Heine. Hrsg.: Maurice Heine. Pour les membres de la Société du roman philosophique, Paris 1931–1935 (französisch, 2 Bände, gilt als maßgebliche Erstausgabe).
- Marquis de Sade: Les 120 journées de Sodome ou l'École du libertinage. Édition critique établie sur le manuscrit original autographe par Maurice Heine. Hrsg.: Maurice Heine. Aux dépens des Bibliophiles souscripteurs, Paris 1931–1935 (französisch, 3 Bände, gilt als maßgebliche Erstausgabe).
- Marquis de Sade: Les 120 journées de Sodome ou l'École du libertinage. Préfaces de Maurice Heine, A. Hesnard, Henri Pastoureau et Pierre Klossowski (= Œuvres complètes du Marquis de Sade en quinze volumes. Band 13). Cercle du livre précieux, Paris 1964 (französisch, war nicht im normalen Buchhandel erhältlich).
- Marquis de Sade: Les 120 journées de Sodome. Préface de Jean-François Revel. J. J. Pauvert, Paris 1972 (französisch).
- Marquis de Sade: Les cent vingt journées de Sodome. Nouvelle édition. Hrsg.: Annie Le Brun, Jean-Jacques Pauvert (= Œuvres complètes du Marquis de Sade. Band 1). J. J. Pauvert, Paris 1986 (französisch).
- Marquis de Sade: Les Cent Vingt Journées de Sodome ou L'École du Libertinage. Hrsg.: Michel Delon (= Œuvres. Bibliothèque de la Pléiade. Band 1). Gallimard, Paris 1990, ISBN 2-07-011190-3 (französisch).

Deutsch
- Marquis de Sade: Die hundertzwanzig Tage von Sodom oder die Schule der Ausschweifung vom Marquis de Sade. Erste und vollständige Übertragung aus dem Französischen von Karl von Haverland. Privatdruck, Leipzig 1909 (2 Bände, Buchschmuck von Karl Maria Diez).
  - verkleinerte Faksimile-Nachdrucke mit Nachwort von Marion Luckow und 51 Illustrationen von Karl Maria Dietz (Die bibliophilen Taschenbücher. Band 76):
    - Harenberg, Dortmund 1979 (u. ö.), ISBN 3-921846-76-5, ISBN 3-611-00131-7
    - Orbis-Edition, München 1999, ISBN 3-572-01064-0

  - Die 120 Tage von Sodom 2.0 Edition Gothiclassics. Neu übersetzt von Curt Moreck. Verlag Frank-Daniel Schulten, Iserlohn 2016, ISBN 978-3-932961-72-4, Bearbeitung Frank Schulten und Lydia Beneke, mit einer Einleitung von Lydia Benecke